# Magelang (stad)

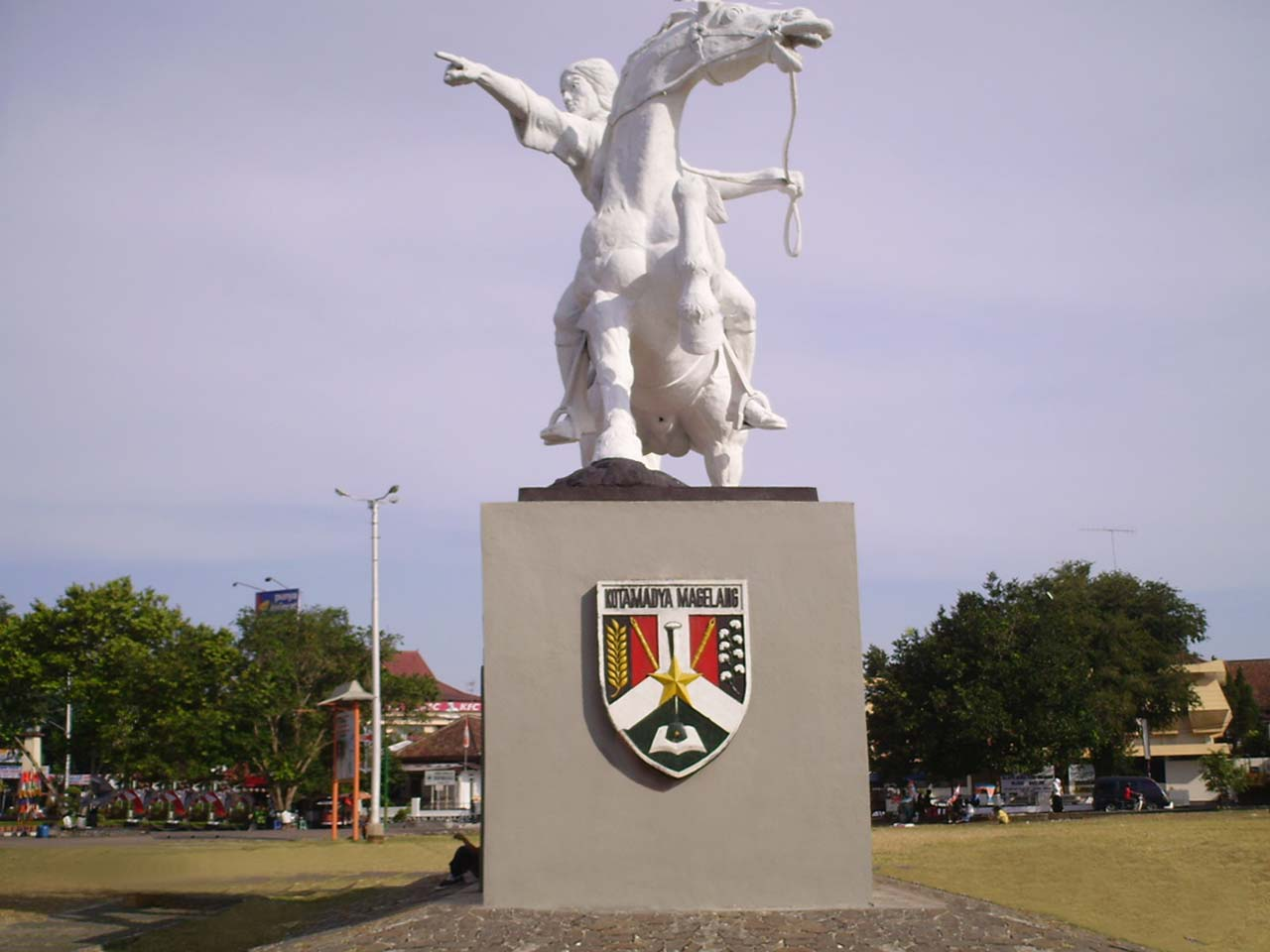
De Alun-alun van Magelang.

Magelang is een stad en gemeente op Midden-Java in Indonesië. Het ligt tevens in het gelijknamige regentschap.
Het ligt tussen twee gebergten, de Merbabu en Sumbing alsmede twee rivieren, de Progo en Elo.

## Motto
Magelangs motto is HARAPAN. Het is afgeleid van "Hidup", "Aman", "RAPi", "Asri" dan "Nyaman" (in het Nederlands: leve veiligheid, keurigheid, natuur en gezondheid)

## Naam
Er zijn meerdere verklaringen voor de naam, de eerste is dat het een samentrekking is van de woorden ma(wa) (dragen) en gelang (sieraad/armband), dus de plek waar mensen "sieraden dragen". De andere is die met betrekking tot haar geografische ligging als een grote armband (maha betekent groot en gelang is sieraad), tussen de bergen gelegen. De derde verklaring is die van een heiligdom, waarbij "glang" cirkel betekent en een heilige plek is met in het midden een symbool (Lingga), dat symbool zou dan de Tidar Heuvel in Magelang zijn.

## Beschrijving
De militaire academie (AKMIL) is hier gevestigd en de enige gewone school in Indonesië die opleidt voor militaire dienst. Er is een groot rooms-katholiek seminarie. Het centrale plein (alun-alun) is groot, vanwege de toenmalige parades/oefeningen. Er zijn niet veel bijzondere gebouwen aanwezig en de stad leent zich niet voor toerisme; dit in tegenstelling tot de omgeving met volop natuur en natuurlijk de Borobudur.

## Geschiedenis

Gemeentehuis van Magelang rond 1925

Officieel werd in 1989 vastgesteld dat de stad gesticht was op 11 april 907. Magelang was toen bekend als het dorp Mantyasih, wat nu bekendstaat als Meteseh. Er zijn drie historische steles in Magelang, namelijk Poh, Gilikan en Mantyasih, die allemaal op koperen platen zijn geschreven. Poh and Mantyasih werden geschreven onder de heerschappij van Koning Balitung van het rijk Mataram. In die steles, werden de dorpen Mantyasih en Glanggang genoemd. Zij heten daarna respectievelijk Meteseh en Magelang.
Sinds de Nederlanders er in de VOC-periode een militaire post hebben gevestigd, is de stad gegroeid. Het was daardoor in de koloniale tijd al een belangrijke militaire garnizoensstad.
Op 28 maart 1830 vond in Magelang een ontmoeting plaats tussen de Nederlandse opperbevelhebber Hendrik Merkus de Kock en de Javaanse opstandelingenleider Diponegoro die onder bescherming van een witte vlag was aangekomen. De Nederlandse generaal nam Diponegoro ondanks het beloofde vrijgeleide gevangen. Diponegoro werd daarna door de Nederlanders berecht en verbannen naar Manado in Noord-Celebes en vervolgens naar Makassar. De opstand genaamd de Java-oorlog zakte hierna in elkaar. Ter herinnering aan deze adellijke vrijheidsstrijder staat op het centrale plein (alun-alun) een standbeeld voor deze prins.
In deze stad begon vanaf 1893 de zendeling Johannes van der Steur (bijgenaamd Pa van der Steur) en zijn echtgenote Anna Maria een christelijk weeshuis (Huize Oranje-Nassau). De kinderen werden later "Steurtjes" genoemd; het weeshuis is na zijn overlijden in 1945 voortgezet en bestaat nog.
Tijdens de Tweede Wereldoorlog namen de Japanners op 7 maart 1942 de stad in. Na de Japanse overgave op 15 augustus 1945 trok het Britse leger op 30 oktober Magelang binnen, vooral om de aanwezige Nederlanders te evacueren. Echter bij het uitbreken van de onafhankelijkheidsstrijd hier begon op 1 november 1945 de gevangenneming van Nederlanders: zowel mannen als vrouwen en kinderen werden opgesloten in de gevangenis aan de Gevangenisweg, waarbij de mannen werden gescheiden van de vrouwen en kinderen. De vrouwen en kinderen werden na 3 dagen naar huis gestuurd, de mannen en oudere jongens werden op 19 januari 1946 overgebracht naar de kazerne van het voormalige 7e Bataljon.
De Kaderschool werd in de loop van november door de steeds toenemende dreiging een toevluchtsoord voor Indo-Europeanen, die voorheen niet door de Japanners werden geïnterneerd, uit de omgeving (totaal 2500 tot 3000 personen); zij werden aanvankelijk beschermd door de Britse troepen, maar bij de evacuatie uit het Militair Ziekenhuis werd door onvoldoende transportmogelijkheden hun evacuatie afgelast. Zij vielen in republikeinse handen en kwamen terecht in het kamp Mètèseh en in kampen in de omgeving van Yogyakarta.

## Burgemeester/Walikota
In 1906 kreeg Magelang een gemeenteraad, voorgezeten door een assistent-resident; vanaf 1929 kreeg ze als stadsgemeente een eigen burgemeester.
Nederlands-Indische tijd
- P.K.W. Lakeman (1929-1934)
- Ir. R.C.A.F.J. van Lissa Nessel (1935-1942)

## Stadswijken
De stad is bij de volkstelling van 2010 onderverdeeld in drie hoofdwijken. In deze wijken (kecamatan) liggen 17 plaatsen die een administratieve eenheid zijn. De verder onderverdeeld, met het aantal inwoners bij de volkstelling van 2010, is als volgt:

Passar Rejowinangun (Redjowinangoen). Magelang. (1910)

Stallen van de paardenraces voor de Tidar bij Magelang (1892)

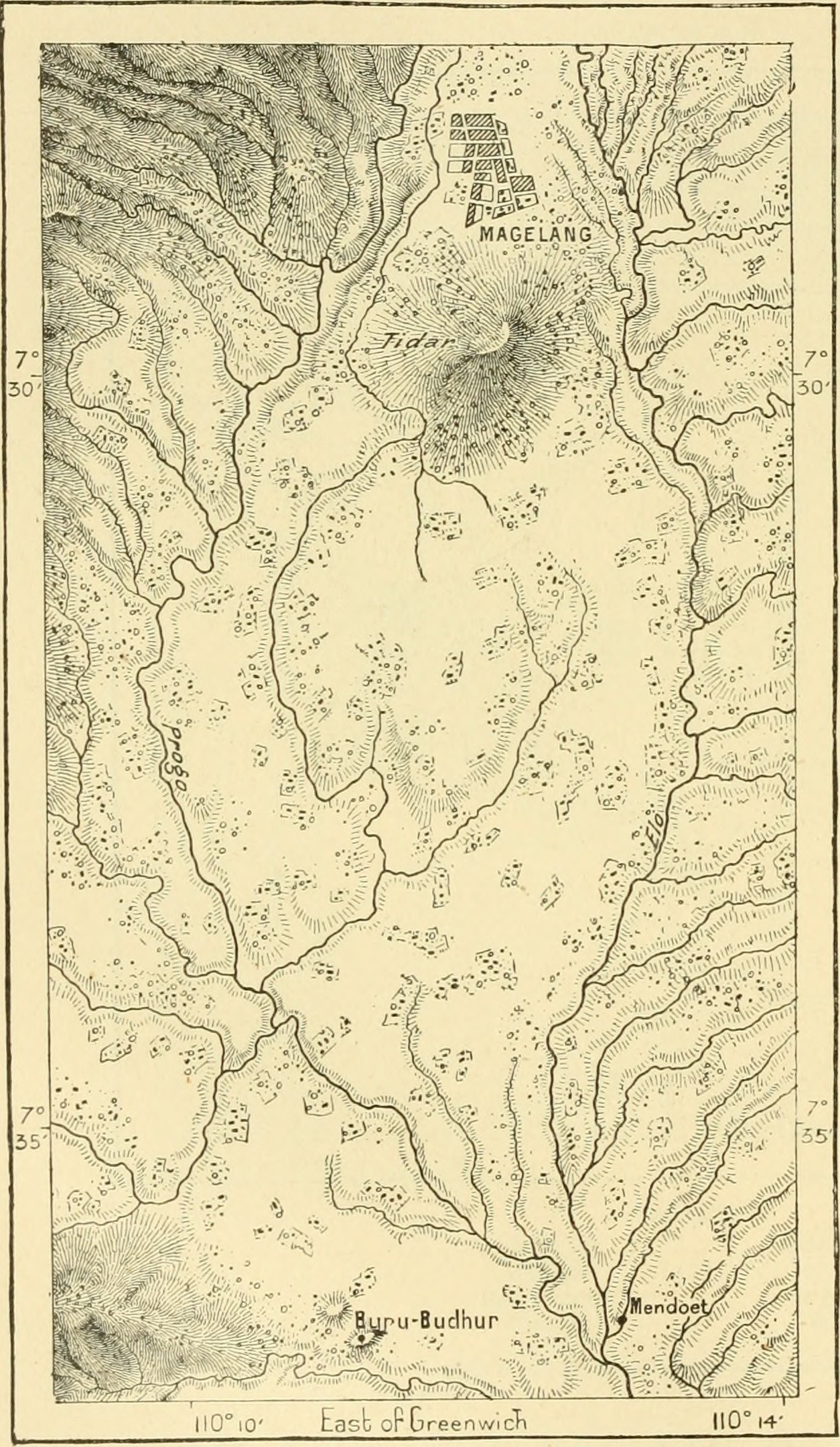
Magelang 1890

Magelang Utara (Noord Magelang)
| Wates          | 7.999 |
| Potrobangsan   | 7.874 |
| Kedungsari     | 6.848 |
| Kramat Utara   | 5.629 |
| Kramat Selatan | 7.151 |

Magelang Tengah (Centraal Magelang)
| Rejowinangun Utara | 10.373 |
| Kemirirejo         | 5.190  |
| Cacaban            | 7.583  |
| Magelang           | 6.829  |
| Panjang            | 5.789  |
| Gelangan           | 7.283  |

Magelang Selatan (Zuid Magelang)
| Magersari            | 7.686 |
| Rejowinangun Selatan | 7.787 |
| Jurangombo Utara     | 3.808 |
| Jurangombo Selatan   | 7.514 |
| Tidar Utara          | 7.564 |
| Tidar Selatan        | 5.320 |

## Geboren in Magelang
voor zover niet anders aangegeven, hadden of hebben al de hieronder vermelde personen de Nederlandendse nationaliteit
- Willem Johannes Leyds (1859-1940), jurist
- Karel Felix Eduard Gerth van Wijk (1870-1935), luitenant-generaal
- Carel Jan Tirion (1905-1993), fotograaf
- Charles Burki (1909-1994), tekenaar en illustrator
- Hans Anton Maurenbrecher (1910-1966), militair
- Dirk Spanjaard jr. (1910-1998), jurist (NSB'er)
- Pieter Baan (1912-1975), psychiater
- Cornelis Knulst (1918-1990), militair
- Willy Andriessen (1918-1944), verzetsstrijder
- Rama Polderman (1924-2004), arts en yogaleraar
- Kho Liang Ie (1927-1975), industrieel vormgever en binnenhuisarchitect
- Henri de Wolf (1938-1986), kunstschilder
- Hans Vervoort (1939), schrijver
- Marijke Merckens (1940-2023), actrice

Stadsgemeenten: Magelang · Surakarta · Salatiga · Semarang · Pekalongan · Tegal

Regentschappen: Banjarnegara · Banyumas · Batang · Blora · Boyolali · Brebes · Cilacap · Demak · Grobogan · Japara · Karanganyar · Kebumen · Kendal · Klaten · Kudus · Magelang · Pati · Pekalongan · Pemalang · Purbalingga · Purworejo · Rembang · Semarang · Sragen · Sukoharjo · Tegal · Temanggung · Wonogiri · Wonosobo
- Bibliothèque nationale de France: cb12564292j (data)
- Gemeinsame Normdatei: 120193-1
- Library of Congress Control Number: n81072015
- MusicBrainz: 55dd1f29-69ed-4bac-ae26-e1594e8de79b
- Nationale Bibliotheek van Tsjechië: ge269035
- Nationale Bibliotheek van Israël: 987007566852405171
- Système universitaire de documentation: 227276167
- Virtual International Authority File: 139564421
- WorldCat: E39PBJrrCdCyXQgqKtF96pCmh3